# Виден (Беч)
Виден (њемачки Wieden) је 4. бечки округ.
Координате округа: 48° 11' 22" Сгш 16° 21' 42" Игд

## Историја
Виден се први пут спомиње 1137. године, па због тога важи као најстарије предграђе или насеље данашњег Беча. Мјесто старијег узима му једино Инере штат, али се он рачуна као сам центар Беча и оно шта је од увијек чинило Беч, а не предграђе. Рачуна се да је главна улица Видена старија и од самог насеља. Под Фердинандом II у Видену је саграђена царева љетња резиденција, а у будућности је бивала стално проширивана и дограђивана, све до времена Марије Терезије која је одлучила да ову резиденцију више не користи, па ју је стога продала Језуитима.
Почетком 18. вијека почео је развитак и пружање Видена према граду. У том периоду изграђене су многе племићке палаче.
На подручју данашњег Видена постојала су и два мања предграђа, Хунгелбрун и Шаумбургергрунд, који је основан тек 1813. године.
Ова три мјеста су 1850. године под именом Виден припојени бечкој општини као 4. бечки округ. 1850. година је година у којој је већина данашњих округа припојена Бечу, као његов саставни дио. Међутим због лоше привредне ситуације и социјалних разлика 5. округ (Маргаретен), је издвојен из Беча, а тада је обухватао и територију која данас припада 10. округу, Фаворитену.
У вријеме оснивања Видена изграђен је велики број стамбених објеката. Ту се такође налази позната виденска „Фрајхаус“, која је саграђена око 1700. године, а представљала је тада највећу кућу за издавање у Бечу. Кориштена је све до 1970. године. У годинама окупације Аустрије (1945. до 1955) Виден је био дио совјетског сектора Беча.

## Политика

### Управа округа
| Начелник округа од 1945.  | Начелник округа од 1945. |
| ------------------------- | ------------------------ |
| Херберт Прикс (непознато) | 4/1945-5/1945            |
| Горфрид Албрехт (SPÖ)     | 5/1945-1946              |
| Франц Штегер ()           | 1946-1952                |
| Франц Рамел ()            | 1952-1969                |
| Херберт Валкерсдорфер ()  | 1969-1973                |
| Херта Хајдер ()           | 1973-1987                |
| Карл Лангхајмер ()        | 1987-1997                |
| Сузане Емерлинг ()        | 1997-2001                |
| Сузане Рајхард ()         | 2001-2015                |
| Леополд Плаш (SPÖ)        | 2015-                    |

## Грб
Грб округа Виден састоји се од три грба који припадају некадашњим бечким предграђима, која су својом цијелом површином или само дјелимично лежала на Видену. Лијеви, горњи грб припада дијелу 4. бечког округа Видену и приказује врбино дрво на зеленој површини. Овај грб је настао као погрешна интерпретација ријечи врба (Weide) по којој се сматрало да је Виден добио име. Виден је добио име по црквеном појму „Видум“. Десни горњи грб представља грб дијела названог Шаумбургергрунд. На грбу је приказан Штефансдом око којег је положена штаремберска грофска круна. Круна стоји због одбране Беча (1683) коју је водио Ернст Ридигер фон Штаремберг, у чијем је посједу била и виденска „Фрајхаус“. Доњи дио виденског грба приказује грб који припада предграђу Хунгелбрун, чији само један мали дио данас лежи у 4. бечком округу. Грб приказује један бунар изнад кога лебди свети Леополд, заштитник Доње Аустрије. Поред стоје свети Симон Петар и свети Флоријан, коме је уједно посвећена и црква у Мацлајнсдорфу.

## Географија
4. округ лежи јужно од Инер штата, а његов јужни дио је ограничен бечким гиртлом (Wiener Gürtel Straße).

## Образовање
Овдје се налази огранак виднерске гимназије која има за циљ усмјеравање надарених (Сир-Карл-Попер школа), позната Нобел гимназија (Терезијанум), а ту је и Технички универзитет Беч.

## Личности
- Јоханес Брамс
- Кристоф Вилибалд Глук
- Јохан Штраус (син)
- Емануел Шиканедер
- Карл Лугер

## Знаменитости
- Бечка Карлскирхе црква
- Палуанеркирхе црква
- Нашмаркт
- Историјски музеј града Беча